# موتور صمد طوقی
موتور صمد طوقی یک منطقهٔ مسکونی در ایران است که در دهستان بمپور غربی واقع شده‌است.